# LXIIe législature du Congrès de l'Union du Mexique
 (juillet 2022).
La LXIIe législature du Congrès de l'Union s'est réunie du 1er septembre 2012 au 31 août 2015. Tous les membres de la Chambre des députés et Sénat du Congrès ont été élus lors des élections de juillet 2012.

## Élection du sénat
Le Parti révolutionnaire institutionnel et les alliés du Parti vert n'ont pas obtenu une majorité simple dans l'une ou l'autre chambre. En conséquence, le PRI a formé des coalitions afin de passer des réformes importantes, notamment celles nécessitant des amendements à la constitution. En juillet, à la suite des élections de 2012, le PRI a gagné 2 places, obtenant au total 52 sièges. Le PAN a gagné 5 places, totalisant 38 sièges. Le PRD a perdu 1 place, avec un total de 22 sièges. Le PVEM a gagné 1 siège, totalisant 9 sièges. Le Parti travailliste a perdu 1 place, obtenant au total 4 sièges. Le PANAL en a perdu 3, soit 2 sièges conservés. Le MC a perdu 3 sièges, et en conserve 1.

## Sénateurs

### Par État
| État                | Sénateur / Sénatrice                                             | Parti                                      | État            | Sénateur / Sénatrice                   | Parti                                      |
| ------------------- | ---------------------------------------------------------------- | ------------------------------------------ | --------------- | -------------------------------------- | ------------------------------------------ |
| Aguascalientes      | Fernando Herrera Ávila                                           | Parti action nationale (PAN)               | Morelos         | Fidel Demédicis Hidalgo                | Parti de la révolution démocratique        |
| Aguascalientes      | Martín Orozco Sandoval                                           | Parti action nationale (PAN)               | Morelos         | Lisbeth Hernández Lecona               | Parti révolutionnaire institutionnel (PRI) |
| Aguascalientes      | Miguel Romo Medina                                               | Parti révolutionnaire institutionnel (PRI) | Morelos         | Rabindranath Salazar Solorio           | Parti de la révolution démocratique        |
| Baja California     | Marco Antonio Blásquez Salinas                                   | Parti du travail                           | Nayarit         | Manuel Humberto Cota Jiménez           | Parti révolutionnaire institutionnel (PRI) |
| Baja California     | Víctor Hermosillo y Celada                                       | Parti action nationale (PAN)               | Nayarit         | Margarita Flores Sánchez               | Parti révolutionnaire institutionnel (PRI) |
| Baja California     | Ernesto Ruffo Appel                                              | Parti action nationale (PAN)               | Nayarit         | Martha Elena García Gómez              | Parti action nationale (PAN)               |
| Baja California Sur | Ricardo Barroso Agramont                                         | Parti révolutionnaire institutionnel (PRI) | Nuevo León      | Ivonne Liliana Álvarez                 | Parti révolutionnaire institutionnel (PRI) |
| Baja California Sur | Isaías González Cuevas                                           | Parti révolutionnaire institutionnel (PRI) | Nuevo León      | Raúl Gracia Guzmán                     | Parti action nationale (PAN)               |
| Baja California Sur | Carlos Mendoza Davis                                             | Parti action nationale (PAN)               | Nuevo León      | Marcela Guerra Castillo                | Parti révolutionnaire institutionnel (PRI) |
| Campeche            | Jorge Luis Lavalle Maury                                         | {Parti action nationale (PAN)              | Oaxaca          | Eviel Pérez Magaña                     | Parti révolutionnaire institutionnel (PRI) |
| Campeche            | Raúl Aarón Pozos                                                 | Parti révolutionnaire institutionnel (PRI  | Oaxaca          | Ángel Benjamín Robles                  | Parti révolutionnaire institutionnel (PRI) |
| Campeche            | Oscar Román Rosas                                                | Parti révolutionnaire institutionnel (PRI) | Oaxaca          | Adolfo Romero Lainas                   | Parti de la révolution démocratique        |
| Chiapas             | Roberto Albores Gleason                                          | Parti révolutionnaire institutionnel (PRI) | Puebla          | Blanca Alcalá                          | Parti révolutionnaire institutionnel (PRI) |
| Chiapas             | Luis Armando Melgar Bravo                                        | Parti vert écologiste du Mexique           | Puebla          | Javier Lozano Alarcón                  | Parti action nationale (PAN)               |
| Chiapas             | Zoe Alejandro Robledo                                            | Parti de la révolution démocratique        | Puebla          | María Lucero Saldaña                   | Parti révolutionnaire institutionnel (PRI) |
| Chihuahua           | Javier Corral Jurado                                             | Parti action nationale (PAN)               | Querétaro       | Enrique Burgos García                  | Parti action nationale (PAN)               |
| Chihuahua           | Patricio Martínez García                                         | Parti révolutionnaire institutionnel (PRI) | Querétaro       | Francisco Domínguez Servién            | Parti action nationale (PAN)               |
| Chihuahua           | Lilia Merodio Reza                                               | Parti révolutionnaire institutionnel (PRI) | Querétaro       | María Marcela Torres Peimbert          | Parti action nationale (PAN)               |
| Coahuila            | Braulio Manuel Fernández                                         | Parti révolutionnaire institutionnel (PRI) | Quintana Roo    | Luz María Beristain                    | Parti de la révolution démocratique        |
| Coahuila            | Silvia Guadalupe Garza                                           | Parti action nationale (PAN)               | Quintana Roo    | Félix Arturo González Canto            | Parti révolutionnaire institutionnel (PRI) |
| Coahuila            | Luis Fernando Salazar Fernández                                  | Parti action nationale (PAN)               | Quintana Roo    | Jorge Emilio González Martínez         | Parti vert écologiste du Mexique           |
| Colima              | Jorge Luis Preciado                                              | Parti action nationale (PAN)               | San Luis Potosí | Sonia Mendoza Díaz                     | Parti action nationale (PAN)               |
| Colima              | Itzel Ríos de la Mora                                            | Parti révolutionnaire institutionnel (PRI) | San Luis Potosí | César Octavio Pedroza Gaitán           | Parti action nationale (PAN)               |
| Colima              | Mely Romero Celis                                                | Parti révolutionnaire institutionnel (PRI) | San Luis Potosí | Teófilo Torres Corzo                   | Parti révolutionnaire institutionnel (PRI) |
| Federal District    | Maria Alejandra Barrales                                         | Parti de la révolution démocratique        | Sinaloa         | Daniel Amador Gaxiola                  | Parti révolutionnaire institutionnel (PRI) |
| Federal District    | Mario Martín Delgado                                             | Parti de la révolution démocratique        | Sinaloa         | Aarón Irízar López                     | Parti révolutionnaire institutionnel (PRI) |
| Federal District    | Pablo Escudero Morales                                           | Parti vert écologiste du Mexique           | Sinaloa         | Francisco Salvador López Brito         | Parti action nationale (PAN)               |
| Durango             | José Rosas Aispuro                                               | Parti action nationale (PAN)               | Sonora          | Francisco de Paula Búrquez             | Parti action nationale (PAN)               |
| Durango             | Ismael Hernández                                                 | Parti révolutionnaire institutionnel (PRI) | Sonora          | Ernesto Gándara Camou                  | Parti révolutionnaire institutionnel (PRI) |
| Durango             | Juana Leticia Herrera Ale                                        | Parti révolutionnaire institutionnel (PRI) | Sonora          | Claudia Artemiza Pavlovich             | Parti révolutionnaire institutionnel (PRI) |
| Guanajuato          | Miguel Angel Chico Herrera                                       | Parti révolutionnaire institutionnel (PRI) | Tabasco         | Adán Augusto López                     | Parti de la révolution démocratique        |
| Guanajuato          | Juan Carlos Romero Hicks                                         | Parti action nationale (PAN)               | Tabasco         | Fernando Mayans                        | Parti de la révolution démocratique        |
| Guanajuato          | Fernando Torres Graciano                                         | Parti action nationale (PAN)               | Tabasco         | Humberto Domingo Mayans                | Parti révolutionnaire institutionnel (PRI) |
| Guerrero            | René Juárez Cisneros                                             | Parti révolutionnaire institutionnel (PRI) | Tamaulipas      | Manuel Cavazos Lerma                   | Parti révolutionnaire institutionnel (PRI) |
| Guerrero            | Socorro Sofío Ramírez                                            | Parti de la révolution démocratique        | Tamaulipas      | Francisco Javier García Cabeza de Vaca | Parti action nationale (PAN)               |
| Guerrero            | Armando Ríos Piter                                               | Parti de la révolution démocratique        | Tamaulipas      | Maki Esther Ortíz                      | Parti action nationale (PAN)               |
| Hidalgo             | Omar Fayad                                                       | Parti révolutionnaire institutionnel (PRI) | Tlaxcala        | Lorena Cuéllar Cisneros                | Parti de la révolution démocratique        |
| Hidalgo             | Isidro Pedraza Chávez                                            | Parti de la révolution démocratique        | Tlaxcala        | Adriana Dávila Fernández               | Parti action nationale (PAN)               |
| Hidalgo             | David Penchyna Grub                                              | Parti révolutionnaire institutionnel (PRI) | Tlaxcala        | Martha Palafox Gutiérrez               | Parti du travail                           |
| Jalisco             | Jesús Casillas Romero                                            | Parti révolutionnaire institutionnel (PRI) | Veracruz        | Héctor Yunes Landa                     | Parti révolutionnaire institutionnel (PRI) |
| Jalisco             | María Verónica Martínez Espinoza Replacing Arturo Zamora Jiménez | Parti révolutionnaire institutionnel (PRI) | Veracruz        | Fernando Yunes Márquez                 | Parti action nationale (PAN)               |
| Jalisco             | Jose María Martínez Martínez                                     | Parti action nationale (PAN)               | Veracruz        | José Francisco Yunes Zorrilla          | Parti révolutionnaire institutionnel (PRI) |
| Mexico State        | Maria Elena Barrera                                              | parti vert écologiste du Mexique           | Yucatán         | Angélica Araujo Lara                   | Parti révolutionnaire institutionnel (PRI) |
| Mexico State        | Alejandro de Jesús Encinas                                       | Parti de la révolution démocratique        | Yucatán         | Daniel Gabriel Ávila                   | Parti action nationale (PAN)               |
| Mexico State        | Ana Lilia Herrera Anzaldo                                        | Parti révolutionnaire institutionnel (PRI) | Yucatán         | Rosa Adriana Díaz                      | Parti action nationale (PAN)               |
| Michoacán           | Raúl Morón Orozco                                                | Parti de la révolution démocratique        | Zacatecas       | David Monreal Ávila                    | Parti du travail                           |
| Michoacán           | José Ascención Orihuela                                          | Parti révolutionnaire institutionnel (PRI) | Zacatecas       | Carlos Alberto Puente Salas            | Parti vert écologiste du Mexique           |
| Michoacán           | María Pineda Gochi                                               | Parti révolutionnaire institutionnel (PRI) | Zacatecas       | Alejandro Tello Cristerna              | Parti révolutionnaire institutionnel (PRI) |